# Sarawakus roseus
Sarawakus roseus är en svampart som beskrevs av Samuels & Rossman 1992. Sarawakus roseus ingår i släktet Sarawakus och familjen Hypocreaceae.   Inga underarter finns listade i Catalogue of Life.